# 토마스 키팅

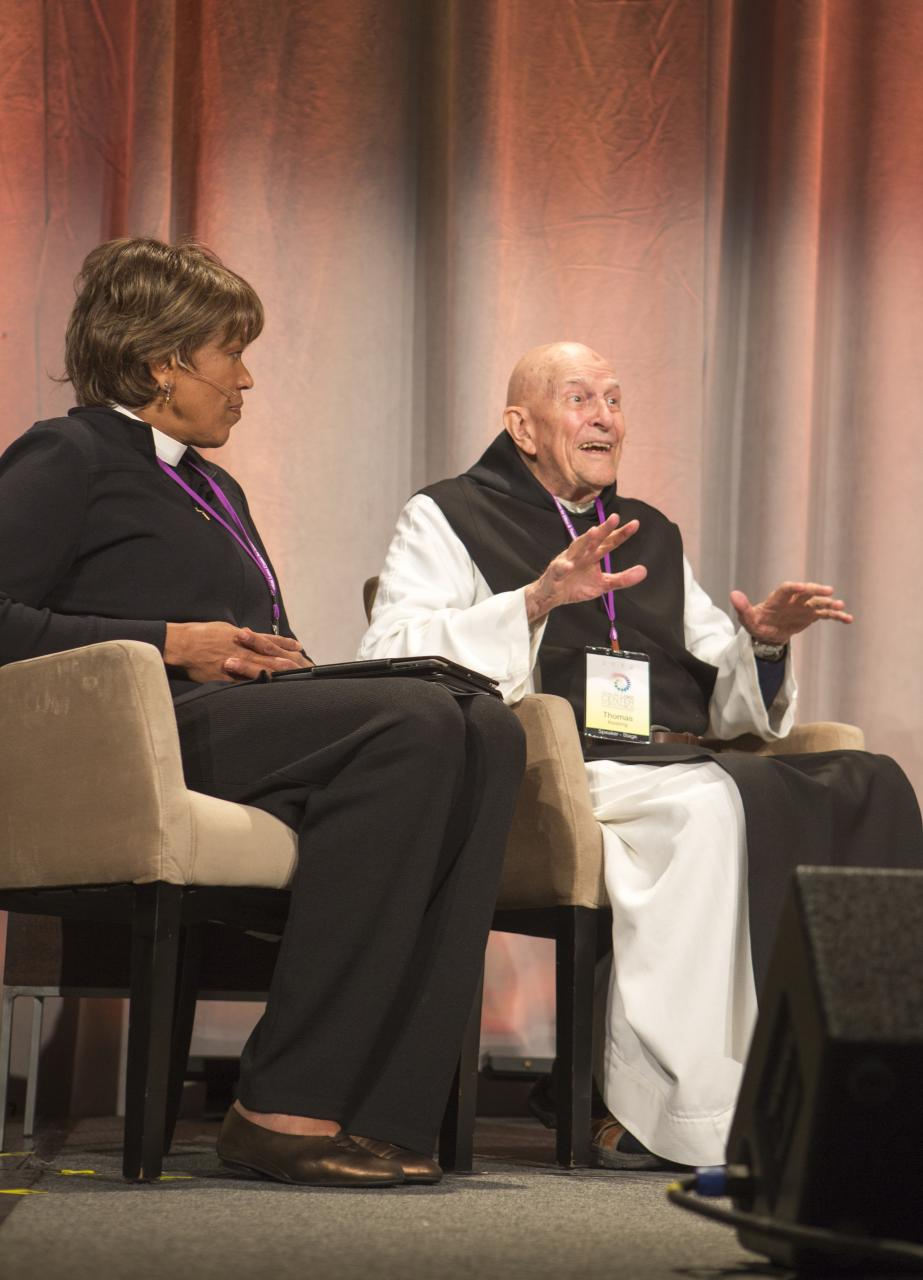
토마스 키팅(오른쪽). 2012년 미국 보스턴

토마스 키팅, O.C.S.O. (1923년 3월 7일 ~ 2018년 10월 25일)은 미국 로마 가톨릭의 수도사로 트라피스트회(Trappist)로도 알려져 있는 엄률 시토회의 수사이다. 미국 메사추세츠 주, 스펜서의 성 요셉 성당에서 시작된 현대적 명상 기도법인 중심적 기도법(Centering Prayer)을 창안한 자 중의 한명으로 알려져 있다.

## 생애
토마스 키팅은 1923년 3월 뉴욕에서 태어나  디어필드 아카데미, 예일 대학교, 포덤 대학교에서 수학하였다.
1944년 1월, 로드아일랜드, 밸리 폴스에 소재한 엄률 시토회에 입교하였다. 1958년에는 콜로라도 스노매스, 성 베네닉토 수도원의 수도원장(Superior)으로 임명되고, 1961년 메사추세츠, 스펜서의 성 요셉 성당의 수도원장(abbot)으로 선출되었다. 1981년 스펜서의 수도원장(abbot)에서 은퇴하여 스노매스(Snowmass)로 귀향하여, 현대적 기독교 명상법의 현대적 형태의 하나인 중심적 기도법의 한 실천방안으로 10일간의 집중 피정(retreat) 프로그램을 창설하였다.
그는 1975년 성 요셉 성당에서 트라피스트 수도사인 윌리엄 메닝거(William Meninger)와 베이실 페닝턴(Basil Pennington)과 함께 현대적 기도방법인 중심적 기도법을 개발하였다. 중심적 기도법을 토마스 키팅이 최초로 제안한 후, 메닝거는 이 방법을 14세기의 영적 고전인 "미지의 구름(The Cloud of Unknowing)"에 기초한 방법으로 가르치기 시작하였다. 메닝거는 "구름의 기도(Prayer of the Cloud)"로 부르면서 피정소(retreat house)에서 수도사들에게 교육하였다. 페닝턴은 첫번째 피정기를 커네티컷의 평신도등을 상대로 하였는데 이곳에서 참석자들이 중심적 기도(Centering Payer)라는 용어를 제안하였다. 이 용어는 토마스 머튼(Thomas Merton)에 의하여 이전에도 사용된 것으로 알려져 있어, 그로부터 유래한 것으로 보기도 한다.
1984년, 키팅은 구스타브 라이닝거(Gustave Reininger), 에드워드 베드너(Edward Bednar)와 함께 중심적 기도법과 기독교 명상 전통에서 이끌어낸 기도법인 렉티오 디비나(Lectio Divina)를 가르치는 국제적 교회적 영적 네트워크인 컨템플레이티브 아웃리치(Contemplative Outreach)사를 공동으로 설립하였다. 여기서는 명상법을 수련하는 이들을 위하여 다양한 자료, 워크샵, 및 휴양지 등을 제공하고 있다.
키팅은 종교간 활동의 하나로 1982년 스노매스 종교간 회의(Snowmass Interreligious Conference)를 창립하는데도 기여하고, 템플 오브 언더스탠팅, 모나스틱 인터릴리져스 다이알로그의 회장도 역임하였다.
2018년 10월 25일 메사추세츠, 스펜서의 성 요셉 성당에서 95세로 선종하였다.

## 참고 문헌

"하느님이 말씀하는 언어는 침묵이고, 그외 모든 것은 나쁜 번역이다." Fr. 토마스 키팅

### 저서
- Crisis of Faith (1979) ISBN 0-932506-05-4ISBNISBN 0-932506-05-40-932506-05-4
- Finding Grace at the Center (1979) ISBN 0-932506-00-3ISBNISBN 0-932506-00-30-932506-00-3
- Heart of the World (1981) ISBN 0-8245-0014-8ISBNISBN 0-8245-0014-80-8245-0014-8
- And the Word Was Made Flesh (1982) ISBN 0-8245-0505-0ISBNISBN 0-8245-0505-00-8245-0505-0
- Open Mind, Open Heart: The Contemplative Dimension of the Gospel (1986) ISBN 0-8264-0696-3ISBNISBN 0-8264-0696-30-8264-0696-3
- The Mystery of Christ: The Liturgy as Spiritual Experience (1987) ISBN 0-8264-0697-1ISBNISBN 0-8264-0697-10-8264-0697-1
- Heart of the World: Spiritual Catechism (1988) ISBN 0-8245-0903-XISBNISBN 0-8245-0903-X0-8245-0903-X
- Mystery of Christ (1988) ISBN 0-916349-41-1ISBNISBN 0-916349-41-10-916349-41-1
- Awakenings (1990) ISBN 0-8245-1044-5ISBNISBN 0-8245-1044-50-8245-1044-5
- Kundalini Energy and Christian Spirituality: A Pathway to Growth and Healing, by Philip St Romain, illus. Intro. by Thomas Keating (1991) ISBN 0-8245-1062-3ISBNISBN 0-8245-1062-30-8245-1062-3
- Reawakenings (1991) ISBN 0-8245-1149-2ISBNISBN 0-8245-1149-20-8245-1149-2
- Invitation to Love: The Way of Christian Contemplation (1992) ISBN 0-8264-0698-XISBNISBN 0-8264-0698-X0-8264-0698-X
- Intimacy with God (1994) ISBN 0-8245-1588-9ISBNISBN 0-8245-1588-90-8245-1588-9
- Loving Search for God: Contemplative Prayer and "The Cloud of Unknowing,", with William A. Meninger (1994) ISBN 0-8264-0682-3ISBNISBN 0-8264-0682-30-8264-0682-3
- Crisis of Faith, Crisis of Love (1995) ISBN 0-8264-0805-2ISBNISBN 0-8264-0805-20-8264-0805-2
- Active Meditations for Contemplative Prayer (1997) ISBN 0-8264-1061-8ISBNISBN 0-8264-1061-80-8264-1061-8
- The Kingdom of God is Like... (1997) ISBN 0-8245-1659-1ISBNISBN 0-8245-1659-10-8245-1659-1
- Centering Prayer in Daily Life and Ministry, co-edited with Gustave Reininger (1998) ISBN 0-8264-1041-3ISBNISBN 0-8264-1041-30-8264-1041-3
- The Diversity of Centering Prayer (1998) ISBN 0-8264-1115-0ISBNISBN 0-8264-1115-00-8264-1115-0
- The Human Condition: Contemplation and Transformation (Wit Lectures) (1999) ISBN 0-8091-3882-4ISBNISBN 0-8091-3882-40-8091-3882-4
- Journey to the Center: A Lenten Passage (1999) ISBN 0-8245-1895-0ISBNISBN 0-8245-1895-00-8245-1895-0
- The Better Part: Stages of Contemplative Living (2000) ISBN 0-8264-1229-7ISBNISBN 0-8264-1229-70-8264-1229-7
- Fruits and Gifts of the Spirit (2000) ISBN 1-930051-21-2ISBNISBN 1-930051-21-21-930051-21-2
- St. Therese of Lisieux: A Transformation in Christ (2000) ISBN 1-930051-20-4ISBNISBN 1-930051-20-41-930051-20-4
- Divine Indwelling: Centering Prayer and Its Development, with George F. Cairns, Thomas R. Ward, Sarah A. Butler, Fitzpatrick-Hopler (2001) ISBN 1-930051-79-4ISBNISBN 1-930051-79-41-930051-79-4
- Sundays at the Magic Monastery: Homilies from the Trappists of St. Benedict's Monastery with William Meninger, Joseph Boyle, and Theophane Boyd (2002) ISBN 1-59056-033-7ISBNISBN 1-59056-033-71-59056-033-7
- Transformation of Suffering: Reflections on September 11 and the Wedding Feast at Cana in Galilee (2002) ISBN 1-59056-036-1ISBNISBN 1-59056-036-11-59056-036-1
- The Daily Reader for Contemplative Living: Excerpts from the Works of Father Thomas Keating, O.C.S.O. : Sacred Scripture, and Other Spiritual Writings (2003) ISBN 0-8264-1515-6ISBNISBN 0-8264-1515-60-8264-1515-6
- Foundations for Centering Prayer and the Christian Contemplative Life: Open Mind, Open Heart, Invitation to Love, Mystery of Christ (2003) ISBN 0-8264-1397-8ISBNISBN 0-8264-1397-80-8264-1397-8
- Manifesting God (2005) ISBN 1-59056-085-XISBNISBN 1-59056-085-X1-59056-085-X
- Active Prayer: On Retreat with Father Thomas Keating (2005) ISBN 0-8264-1783-3ISBNISBN 0-8264-1783-30-8264-1783-3
- Centering Prayer: On Retreat with Father Thomas Keating (2005) ISBN 0-8264-1780-9ISBNISBN 0-8264-1780-90-8264-1780-9
- Lectio Divina: On Retreat with Father Thomas Keating (2005) ISBN 0-8264-1782-5ISBNISBN 0-8264-1782-50-8264-1782-5
- Welcoming Prayer: On Retreat with Father Thomas Keating (2005) ISBN 0-8264-1781-7ISBNISBN 0-8264-1781-70-8264-1781-7
- Divine Therapy and Addiction: Centering Prayer and the Twelve Steps (2009) ISBN 978-1-59056-144-7ISBNISBN 978-1-59056-144-7978-1-59056-144-7
- Reflections on the Unknowable (2014) ISBN 978-1590564370ISBNISBN 978-1590564370978-1590564370

### 오디오 및 비디오
- Contemplative Prayer (Audio, 1995) ISBN 1-56455-324-81-56455-324-8
- The Contemplative Journey (Audio, 1997) ISBN 1-56455-537-21-56455-537-2
- The Contemplative Journey, Vol. 2 (Audio, 1997) ISBN 1-56455-538-01-56455-538-0
- Searching for God in America (Video, 1997)
- The Contemplative Journey (Audio CD) (2005) ISBN 1-59179-335-11-59179-335-1
- Contemplative Prayer: Traditional Christian Meditations for Opening to Divine Union (Audio CD) (2005) ISBN 1-59179-306-81-59179-306-8